# Мейплтаун (Пенсільванія)
Мейплтаун (англ. Mapletown) — переписна місцевість (CDP) в США, в окрузі Грін штату Пенсільванія. Населення — 125 осіб (2020).

## Географія
Мейплтаун розташований за координатами 39°48′18″ пн. ш. 79°56′26″ зх. д. / 39.80500° пн. ш. 79.94056° зх. д. (39.805020, -79.940689).  За даними Бюро перепису населення США в 2010 році переписна місцевість мала площу 1,03 км², уся площа — суходіл.

## Демографія
Згідно з переписом 2010 року, у переписній місцевості мешкало 130 осіб у 53 домогосподарствах у складі 34 родин. Густота населення становила 126 осіб/км².  Було 56 помешкань (54/км²).
Расовий склад населення:
| - 100,0 % — білих |

До двох чи більше рас належало 0,0 %. Частка іспаномовних становила 0,0 % від усіх жителів.
За віковим діапазоном населення розподілялося таким чином: 17,7 % — особи молодші 18 років, 58,5 % — особи у віці 18—64 років, 23,8 % — особи у віці 65 років та старші. Медіана віку мешканця становила 46,5 року. На 100 осіб жіночої статі у переписній місцевості припадало 97,0 чоловіків;  на 100 жінок у віці від 18 років та старших — 101,9 чоловіків також старших 18 років.
За межею бідності перебувало 2,4 % осіб, у тому числі 0,0 % дітей у віці до 18 років та 14,8 % осіб у віці 65 років та старших.
Цивільне працевлаштоване населення становило 58 осіб. Основні галузі зайнятості: освіта, охорона здоров'я та соціальна допомога — 56,9 %, сільське господарство, лісництво, риболовля — 17,2 %, публічна адміністрація — 8,6 %, науковці, спеціалісти, менеджери — 5,2 %.